# Diadumen Farnese
El Diadumen Farnese és una escultura del segle i. De dimensions lleugerament inferiors a la mida natural, es tracta d'una còpia romana en marbre del Diadumen de Policlet. Va pertànyer a la col·lecció de la casa de Farnese, però actualment pertany i es troba en el Museu Britànic de Londres.